# An-10 (航空機)
An-10
- 分類：輸送機
- 製造者：アントノフ設計局
- 初飛行：1957年3月7日
- 生産数：104
- 生産開始：1957年
- 運用開始：1959年
- 退役：1972年

An-10（アントノフ10；ロシア語：Ан-10アーン・ヂェースャチ；ウクライナ語：Ан-10アーン・デースャチ）は、ウクライナのアントノフ設計局の製作した4発ターボプロップ旅客機である。戦後ソ連最初の本格的な四発機であった。開発時には、「U」または「ウクライナ」の愛称で呼ばれた。北大西洋条約機構（NATO）は、An-10に対し「キャット」（Cat）というNATOコードネームを割り当てた。

## 概要
An-10は、双発機An-8の拡大発展型として開発された。初飛行は1957年3月のことで、同月には改良型で貨物輸送機であるAn-12も初飛行に成功していた。横安定性不良改善のために水平尾翼両端に補助フィンを持つのが特徴で、1959年には路線就航し108機が生産され、後期には旅客数を110名まで拡張したAn-10Aに発展した。An-10Aからは補助フィンが無くなり、替わりに胴体末尾下面にベントラルフィンが追加された。
アエロフロート・ソビエト航空とソ連空軍のみが運用していた。
しかし、事故の多い機体でもあり、12件で371名が犠牲になっている。1972年5月には製造後11年しかたっていない機体（機体記号：SSSR-11215）が巡航中に構造欠陥による金属疲労で主翼が破断し、胴体が地面に激突する事故（アエロフロート1491便墜落事故）があった。そのため、アエロフロート・ソ連航空はこの事故以降運航を停止し、1978年には引退した。

## スペック
- 全長：37.00m
- 全幅：38.00m
- 高さ：9.80m
- 翼面積：120 m²
- 機体重量：30,500kg
- 最大離陸重量：55,000kg
- 最大速度：725km/h
- 巡航速度：660km/h
- エンジン：イーフチェンコ設計局製AI-20 ターボプロップ×4（2,995kW）
- 最大上昇高度：10,000m
- 航続距離：4,000km
- 乗員：3名
- 乗客：100-110名